# Ema Zajmović
Ema Zajmović (* 7. April 1990 in Jugoslawien) ist eine bosnisch-kanadische Pokerspielerin. Sie gewann 2017 als erste und bislang einzige Frau ein offenes Main Event der World Poker Tour.

## Persönliches
Zajmović floh im Alter von sechs Jahren mit ihrer Familie von Jugoslawien nach Kanada. Dort wuchs sie zweisprachig auf und unterrichtete als Lehrerin die Fächer Französisch und Englisch.

## Pokerkarriere
Ihre erste Geldplatzierung bei einem Live-Turnier erzielte Zajmović Ende August 2011 bei der European Poker Tour in Barcelona. Im Juli 2016 war sie erstmals bei der World Series of Poker im Rio All-Suite Hotel and Casino am Las Vegas Strip erfolgreich und belegte im Main Event den 929. Platz für 15.000 US-Dollar Preisgeld. Mitte November 2016 erreichte sie den Finaltisch beim Main Event der World Poker Tour (WPT) in Kahnawake. Dort landete sie auf dem fünften Platz und erhielt mehr als 100.000 Kanadische Dollar. An gleicher Stelle gewann Zajmović im Februar 2017 das Main Event der WPT Playground. Dafür setzte sie sich gegen 379 andere Spieler durch und erhielt eine Siegprämie von 241.500 Kanadischen Dollar. Damit war sie die erste Frau, die ein offenes WPT-Main-Event gewann und erhielt aufgrund dieser Leistung Ende Februar 2018 bei den American Poker Awards in Los Angeles die Auszeichnung für den Moment of the Year 2017. Mitte April 2018 erreichte Zajmović erneut den Finaltisch des WPT-Main-Events und belegte in Amsterdam den zweiten Platz für mehr als 100.000 Euro Preisgeld. Die gleiche Platzierung erzielte sie Anfang November 2018 beim WPT-Main-Event in Kahnawake und erhielt nach verlorenem Heads-Up gegen ihren Landsmann Patrick Serda ihr bisher höchstes Preisgeld von 556.000 Kanadischen Dollar.
Insgesamt hat sich Zajmović mit Poker bei Live-Turnieren mehr als eine Million US-Dollar erspielt und steht damit im Ranking der erfolgreichsten bosnischen Pokerspieler hinter Almedin Imširović auf dem zweiten Platz.